# Tutelle administrative en droit français
Cet article concerne la notion de droit administratif en France. Pour la notion civile de droit des incapacités, voir Tutelle.
En droit français, la tutelle administrative est une forme de pouvoir exercé par une personne morale de droit public, appelée autorité de tutelle, sur une autre : collectivité publique, établissement public, ou établissement privé d'intérêt public. Le pouvoir de tutelle comprend l'ensemble des moyens de contrôle réglementaires dont dispose cette autorité sur l'entité sous tutelle, en vue de la maintenir dans le respect de la loi, et de faire prévaloir un intérêt public supérieur.
La notion de tutelle administrative est inspirée de la tutelle civile, la personne morale soumise à la tutelle étant alors en quelque sorte considérée comme mineure.
Depuis les lois de décentralisation, le contrôle hiérarchique ne s'exerce plus sur les collectivités territoriales de la France. Il est remplacé par la tutelle administrative. Celle-ci concerne donc certains établissements publics et groupements d'intérêt public (GIP). Pour les établissements publics, l'autorité de tutelle est la collectivité de rattachement ; pour les GIP, il s'agit d'un ou plusieurs des partenaires à la convention.

## Autorités de tutelle et organisation administrative
Même si la tutelle est assurée par une personne morale, elle est confiée sur le plan administratif à des autorités variées.
Pour la tutelle de l'État sur les établissements publics nationaux, il faut distinguer selon qu'ils présentent un caractère unique ou qu'ils constituent au contraire une série.
Dans le premier cas, elle est généralement confiée au Premier ministre ou plus souvent aux ministres. Certains établissements publics peuvent être placés sous la tutelle de plusieurs ministres, on parle alors de double tutelle ou de tutelle multiple. Lorsque la tutelle est assurée par un ministre, celui-ci est désigné comme le « ministre de tutelle ». Concrètement, la fonction de tutelle est généralement attribuée à une direction du ministère, par le décret portant organisation de l'administration centrale de ce ministère. Elle est ensuite attribuée à une sous-direction par l'arrêté ministériel fixant l'organisation et les missions des directions, voire le plus souvent à un bureau précis. De la sorte, un même fonctionnaire ou agent contractuel suit au quotidien le dossier concernant l'établissement public en question, le directeur ou le ministre n'intervenant que pour les choses les plus importantes. Au sein de chaque ministère, le secrétaire général exerce une mission de conseil et d'évaluation concernant l'exercice de la tutelle sur les établissements publics rattachés au ministère, et assure la coordination de la tutelle sur les opérateurs relevant du ministère.
La tutelle de l'État est transférée aux services déconcentrés lorsque plusieurs établissements publics nationaux ou groupements d'intérêt public du même type existent dans les différentes régions ou départements. La tutelle est alors assurée par le préfet ou, en matière éducative, par le recteur.
La tutelle des établissements publics locaux est du ressort de la collectivité dont ils dépendent et est confiée à l'assemblée délibérante de la collectivité : conseil régional, conseil départemental (ex-conseil général depuis 2015), conseil municipal, conseil territorial). Cela concerne en particulier les établissements publics locaux d'enseignement (EPLE) placés sous la tutelle des régions (lycées) et des départements (collèges).

## Modalités d'exercice de la tutelle
La tutelle peut prendre différentes formes et être d'une ampleur différente suivant les cas.

### Contrôle des actes
Dans tous les cas, comme elle suppose un contrôle des actes de la collectivité sous tutelle, l'autorité de tutelle dispose d'un droit d'information. Elle doit donc être destinataire de tous les actes (délibérations, arrêtés...) ou des plus importants d'entre eux. Les actes ne peuvent être exécutés que s'ils ont été adressés à l'autorité de tutelle.
Ensuite, en fonction des textes, plusieurs régimes peuvent être prévus :
- certains actes doivent expressément être approuvés pour entrer en vigueur ;
- l'autorité de tutelle peut parfois demander une seconde délibération pour confirmer l'acte ;
- certains actes peuvent entrer en vigueur sauf opposition de l'autorité de tutelle.

Il est fréquent que pour un même établissement, certains actes soient exécutoires sauf opposition expresse, tandis que d'autres doivent être expressément approuvés (notamment les décisions budgétaires).
En fonction du statut de la personne sous tutelle, l'acte sur lequel porte l'opposition peut :
- soit être annulé par l'autorité de tutelle ;
- soit être déféré au juge administratif qui a pouvoir d'annuler l'acte[6].

Lorsqu'elle ne peut l'annuler elle-même, l'autorité de tutelle peut demander en référé la suspension de l'acte litigieux en attendant la décision de la justice sur le fond.
Le contrôle sur les actes ne porte pas seulement sur leur légalité, mais aussi sur leur opportunité.
L'autorité de tutelle des établissements publics est enfin représentée au sein de l'assemblée délibérante de ce dernier.

### Nominations
L'autorité de tutelle peut souvent nommer les dirigeants des établissements publics. Elle peut disposer d'un pouvoir de suspension, de démission d’office ou de révocation.
Elle peut également nommer des membres la représentant au conseil d'administration ou au conseil de surveillance, et peut nommer ou révoquer son président. Il est souvent prévu que l'autorité de tutelle puisse demander une réunion du conseil d'administration.

### Contrôle budgétaire
Pour les organismes recevant des subventions de l’État ou des collectivités (budget d'investissement ou de fonctionnement), l'établissement du budget doit se faire en concertation avec l'autorité de tutelle.
En ce qui concerne les décisions financières (budget ou état prévisionnel de recettes et de dépenses (EPRD), décisions modificatives, comptes annuels), le décret no 99-575 du 8 juillet 1999 fixe le principe d'une approbation tacite les rendant exécutoires à l'expiration d'un délai d'un mois à compter de la réception par les autorités de tutelle, sauf opposition de leur part notifiée pendant ce délai.
Un établissement public peut disposer d'un agent comptable, qui exerce un contrôle de régularité sur les dépenses.

## Remarque historique
La notion de tutelle s'est développée en même temps que la personnalité morale et l'autonomie financière était reconnue aux collectivités locales et aux établissements publics.
Pendant de longues années, les actes des collectivités territoriales et de la plupart des établissements publics étaient soumis à un contrôle a priori et devaient être expressément approuvés pour entrer en vigueur. Le système a ensuite été assoupli, en particulier pour les collectivités territoriales où le contrôle s'est effectué a posteriori. Toutefois, les préfets pouvaient prononcer l'annulation d'un acte.
Depuis le mouvement de décentralisation de 1982, on ne parle plus de tutelle administrative pour les collectivités locales mais seulement de contrôle de légalité.